# ヘンリー・E・オニール
ヘンリー・エドワード・オニール（Henry Edward O'Neill FRGS, FRAS, RN、1848年12月10日 – 1925年5月26日）は、イギリス海軍士官、中部アフリカの探検家。モザンビーク駐在のイギリス領事を務めた。
オニールは、民族誌学者としても活躍し、王立天文学会と王立地理学会のフェローであり、 王立スコットランド地理学会 (Royal Scottish Geographical Society) の名誉通信会員 (Honorary Corresponding Member) でもあった。王立地理学会からは、1882年にバック賞、1885年に金メダル（パトロンズ・メダル）を受賞した。
おもな著書として、『Journey from Mozambique to Lake Shirwa, and discovery of Lake Amaramba』、『Astronomical observations between Mozambique coast and lake Nyassa』がある。1882年に、モザンビークのルヴマ地域南部の高原の住民との接触を記録した記述は、この地域についての最も初期の記録となった。